# Von Jungen und Männern
Von Jungen und Männern. Warum der moderne Mann Probleme hat, warum das wichtig ist und was man dagegen tun kann (Titel der englischen Originalausgabe: Of Boys and Men: Why the Modern Male Is Struggling, Why It Matters, and What to Do About It) ist ein im Jahr 2022 erschienenes Buch des britischen Autors Richard V. Reeves. Das Buch wurde von Wolfgang Sohst ins Deutsche übersetzt und ist im Jahr 2023 im xenomoi Verlag erschienen.
In seinem Buch argumentiert Reeves, dass der Fortschritt der Frauenrechte und der sich verändernde Arbeitsmarkt, der nun kognitive Fähigkeiten über körperliche Stärke stellt, dazu geführt haben, dass sich einige Männer unsicher und unsicher über ihren Platz in der Welt fühlen (d. h. ohne ontologische Sicherheit).
Das Buch zeigt auch die Schwierigkeiten auf, mit denen Jungen in der Bildung konfrontiert sind. Es wird darauf hingewiesen, dass Jungen akademisch nicht so gut abschneiden wie Mädchen (wobei Frauen in verschiedenen akademischen und beruflichen Bereichen besser abschneiden als Männer), was sich auf ihre Zukunftschancen auswirken und zu ihrem allgemeinen Gefühl der Frustration beitragen kann. Reeves verweist auch auf die Schwierigkeiten der Männer, ihre Rolle als Versorger und Väter zu erfüllen, und zitiert Untersuchungen, wonach sich Männer in den USA nach einer Scheidung heute eher sozial ausgegrenzt fühlen und weniger erfolgreich sind.
Reeves sagt, dass diese Herausforderungen vor allem schwarze Männer am härtesten getroffen haben, da die jahrelang höheren Inhaftierungsraten unter schwarzen Männern ihre Lebensperspektiven stark eingeschränkt haben. Ebenso haben Männer ohne Hochschulabschluss mit sinkenden Löhnen, einer deutlich geringeren Lebenserwartung und einer höheren Zahl von Familientrennungen zu kämpfen. Er stellt fest, dass die von der Populärkultur geförderten Aspekte der Hypermaskulinität auf moderne Männer abschreckend wirken, und sagt, dass die Bemühungen um die Gleichstellung der Geschlechter nun vorrangig auf die Bedürfnisse und Anliegen von Jungen eingehen sollten, anstatt sich ausschließlich auf Mädchen und Frauen zu konzentrieren.

## Rezeption
David Brooks von der New York Times bezeichnete dieses Werk als „bahnbrechend“. Das Buch wurde von der Wochenzeitung The Economist und dem New Yorker als eines der besten Bücher des Jahres bezeichnet.  Im New Yorker schrieb Idrees Kahloon: „Reeves bietet eine breite Palette von Maßnahmen zur Förderung einer ‚prosozialen Männlichkeit für eine postfeministische Welt‘.“ Der ehemalige US-amerikanische Präsident Barack Obama nahm das Buch im August 2024 in seine Liste der empfohlenen großartigen Bücher auf.